# 1083 (numero)
Milleottantatré (1083) è il numero naturale dopo il 1082 e prima del 1084.

## Proprietà matematiche
- È un numero dispari.
- È un numero composto da 6 divisori: 1, 3, 19, 57, 361, 1083. Poiché la somma dei suoi divisori (escluso il numero stesso) è 441 < 1083, è un numero difettivo.
- È un numero palindromo e un numero ondulante nel sistema posizionale a base 14 (575).
- È un numero nontotiente in quanto dispari e diverso da 1.
- È un numero malvagio.
- È parte delle terne pitagoriche (1083, 1444, 1805), (1083, 3344, 3515), (1083, 10260, 10317), (1083, 30856, 30875), (1083, 65156, 65165), (1083, 195480, 195483), (1083, 586444, 586445).

## Astronomia
- 1083 Salvia è un asteroide della fascia principale del sistema solare.
- NGC 1083 è una galassia nella costellazione dell'Eridano.
- IC 1083 è una galassia nella costellazione dell'Orsa Minore.

## Astronautica
- Cosmos 1083 è un satellite artificiale russo.